# ライフロボティクス
ライフロボティクス株式会社（英：Life Robotics Inc.,）は、東京都江東区に本社を置く協働ロボット（産業用ロボットの一種）「CORO」を開発、販売するメーカー。

## 概要
2006年（平成18年）、国立研究開発法人産業技術総合研究所の研究員だった尹祐根（ユン・ウグン）は「ヒト支援型ロボット」をつくるプロジェクトに携わる。このプロジェクトで、既存の産業用ロボットがもっている「肘」に様々な問題を生じていることが認識された。例えば、肘が直接的にいっしょに働く人間にぶつかって危ないというのもあれば、肘があるためにロボットの周囲に広い可動範囲が必要となってくる、肘の動きは複雑になり、ロボット工学の素人にはその動きを理解できないといったような問題があった。人間を支援するために、人間の側で動くロボットには「人間の脅威にならない動物」と人間が感じられるよう、ロボットの動きを簡単にする必要性があると結論づけた。これを元に肘の無いロボットの開発を行ったのだが、産業技術総合研究所は研究組織であって開発したロボットを販売することはできなかった。そこで、2007年（平成19年）12月に産業技術総合研究所のベンチャー企業としてライフロボティクスを尹は設立することになる。
しかし、同年末から発生したリーマン・ショックが日本にも影響を及ぼし、協働ロボットは実際には「人間の仕事を支援するもの」であっても、周囲からは「人間の仕事を奪うもの」として認識され、非難されることになった。ヨーロッパやアメリカでは2011年（平成23年）頃から協働ロボットが重要視され、開発が進んでいた。日本では遅れて、2014年（平成26年）に当時日本の首相であった安倍晋三がOECD閣僚理事会の基調講演において「日本はロボット活用のショーケースになる」と宣言したことで、協働ロボットが脚光を浴びることになった。
協働ロボットCOROは2015年（平成27年）12月に2015国際ロボット展で初展示が行われ、2016年1月から販売が開始された。
2018年2月にファナック株式会社がライフロボティクスの全株式を買収し、完全子会社化した
。ライフロボティクスの持つ特許や研究技術にファナックの量産技術を生かし、信頼性や価格競争力を高めた商品を開発していく。法人としてのライフロボティクスは同年6月末までに解散し、一部の従業員の勤務先も山梨県忍野のファナック本社地区に移動した。また、ファナックはCOROの生産を中止し、顧客の要望に応じてこれまで販売した分を回収して自社製品へ無償交換する。今後はファナックで信頼性の改善を進め、製品の再投入を目指す。

## 製品

### CORO
CORO（コロ）は、2016年1月に発売開始された協働ロボット。腕のみの産業用ロボットだが、人間の「肘」相当する部分が無いのが特徴。腕部が伸び縮みし、そのため他の腕型ロボットと比べて専有面積が狭い。
2015年12月に開催された国際ロボット展で展示され、2016年1月より販売開始。トヨタ自動車など既に産業用ロボットを多数導入しているような企業のみでなく、吉野家といったこれまでに産業用ロボットを導入していなかった企業にも導入されている。
しかし、ファナックによると、ライフロボティクスはファブレスのベンチャーで量産の経験もなく、社内にも品質管理部門を置いていなかったことから、COROの信頼性や耐久性はファナックの水準に達しておらず、納入済みのCOROにも障害が多く発生していたと言う。ファナックは当社の吸収合併後、信頼性を理由にCOROの販売中止を決定、これまで販売された分についても全て回収し、ファナック製品との無償交換が行われる。今後は、ファナックで信頼性の改善を進め、ファナック製品として販売を再開するが、時期は未定。

## 沿革
出典：
- 2007年12月 - 茨城県つくば市にて設立。
- 2008年1月 - 産業技術総合研究所の知的財産を使ったロボットの製品化を行うために、産総研技術移転ベンチャーの称号を取得。
- 2012年4月 - 茨城県生活自立支援ロボット実用化研究促進事業に採択。
- 2013年12月 - TBSテレビ「夢の扉＋」で尹祐根代表取締役が特集[10]。
- 2014年
  - NEDOイノベーション実用化事業に採択[11]。
  - 6月 - 東京都文京区に開発拠点を設置。
- 2015年
  - 4月 - 事業拡大と集中のため本社・開発拠点を統合し、東京都江東区に移転。
  - 11月
    - シリーズAラウンド（第三者割当増資）を実施し、約2.7億円の資本金（準備金含む）を調達[12]。
    - シンプル動作のピッキング用協働ロボットCOROを発表[13]。
- 2016年
  - 1月 - 協働ロボットCOROを発売[14]。
  - 2月 - シリーズAラウンド（第三者割当増資）を完了し、約5億円の資本金（準備金含む）を調達[15]。
  - 11月 - シリーズBラウンド（第三者割当増資）を完了し、約10億円の資本金（準備金含む）を調達[16][3]。
- 2018年2月 - ファナック株式会社が全株式を買収し、完全子会社化[5]。